# Demorest, Georgia
Demorest är en stad i Habersham County i Georgia. Vid 2020 års folkräkning hade Demorest 2 022 invånare.

## Kända personer från Demorest
- Johnny Mize, basebollspelare